# Einkaufsnetz
Ein Einkaufsnetz ist ein Netz in Form eines Beutels und dient zum Tragen der Einkäufe. Es besteht meistens aus strapazierfähigem Nylon oder Naturfasern, wie Baumwolle. Die Griffe sind häufig aus Leder, Kunstleder oder verstärkten Fasern. Mit einem Gewicht von 30 bis 50 Gramm und einer Traglast von 15 bis 20 Kilogramm ist es belastbarer als eine Plastiktüte. Leer lässt es sich sehr leicht und platzsparend verstauen. Einkaufsnetze von guter Qualität halten oft mehrere Jahre und sind durch ihre Langlebigkeit gute Alternativen zur Plastiktüte. Neben den Tragenetzen gibt es spezielle Einkaufsnetze zur Befestigung an Kinderwagen oder Rollstühlen.

## Herkunft
Der tschechoslowakische Geschäftsmann Vavřín Krčil (1895–1968) erfand in den 1920er Jahren das Einkaufsnetz, indem er Haarnetze umfunktionierte. Letztere waren wegen der Haarmode jener Zeit (Bubikopf) nicht mehr gefragt. Haarnetze wurden von Frauen (oft) in Heimarbeit aus Kunstseidengarn gefertigt und an Vavřín Krčil geliefert. Die Veränderung der Funktion von Netzen vom Haarhalten zum Transport war naheliegend und mit wenigen Materialänderungen zu erreichen. Durch den geringen Preis, das geringe Gewicht und die kompakte Form wurden sie schnell populär. Krčil fand bald weitere Ausgestaltungen zum Tragen am Ellbogen oder über die Schulter, es gab Netze zum Tragen der Sportsachen. Er ließ Ende der 1920er Jahre in der Schweiz und Italien produzieren und lieferte weltweit aus: so in die Schweiz, nach Deutschland und Österreich, nach Kanada, Frankreich und nordafrikanische Länder.

## Entwicklung

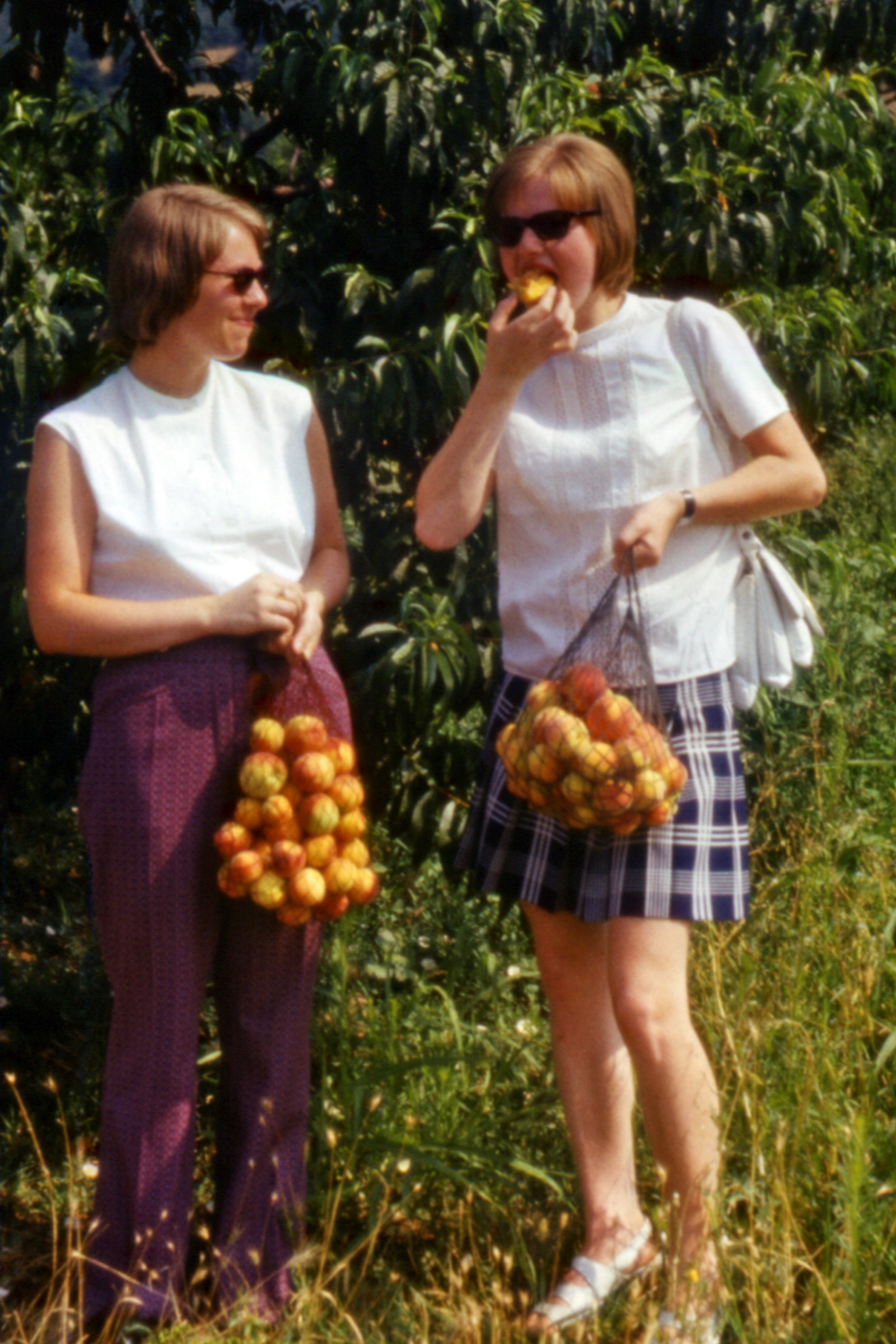
Bei einem LPG-Besuch in der Nähe von Wraza (1974) konnten sich Jugendliche einer Reisegruppe aus Zwickau recht viele Pfirsiche von den Bäumen pflücken. Die abgebildeten Einkaufsnetze waren praktisch zur Mitnahme.

In Deutschland waren solche Netze in den Nachkriegsjahren weit verbreitet. Wobei das typische ostdeutsche Einkaufsnetz mit Ledergriffen anfangs aus starkem, gestärktem und gewachstem Baumwollgarn (Eisengarn) geflochten war. Die Netze waren vorrangig mehrfarbig. Die Tragkraft wurde durch Dederon-Netze verbessert. „Diese bunten Mini-Einkaufsnetze aus Dederon aus den 1970er Jahren waren sehr stabil gearbeitet und unglaublich dehnbar – wahre Platzwunder. Es passten bis zu 12 Flaschen Bier hinein. Sie wurden von den DDR-Bürgern bei Einkäufen gern genutzt, da man sie platzsparend in der kleinsten Handtasche mitnehmen konnte, denn es gab in den Verkaufstellen nur vereinzelt Plastiktüten“. Diese Netze waren ihrerseits wiederverwendungsfähig und der Dauergebrauch war Normalfall. Der geringe Platzbedarf und die große Tragkraft für das Eingekaufte machten sie nützlich.
Zunächst kam im Westen Deutschlands ebenfalls das Nylon-Netz mit seiner verbesserten Tragfähigkeit zum Einsatz. Doch spätestens in den 1970er Jahren ersetzte die Plastiktüte im Supermarkt ein persönlich mitgeführtes Behältnis. Die Herstellung von Behältnissen aus Folien war effektiver als das Weben von Netzen.
Der Gebrauch in der DDR blieb aufgrund der Rohstoffsituation bis Ende der 1980er Jahre trotz des Aufkommens von Plastebeuteln in Kaufhallen hoch. Der bunte Einkaufsbeutel wurde so nach der deutschen Wiedervereinigung zum Ausdruck der Ostalgie.
So hatte über mehrere Jahrzehnte die Plastiktüte das Einkaufsnetz verdrängt. Seitdem in einigen Ländern wie China, Bangladesch und weiten Teilen Ostafrikas die Plastiktüten aus Gründen des Umweltschutzes verboten wurden, wird das Einkaufsnetz wieder häufiger und verbreiteter genutzt. In Deutschland werden häufiger Baumwolltaschen als Alternativen zur Plastik-Einkaufstüte angeboten und verwendet.

## Avoska
Die als Avoska (Russisch: авоська) bekannten Einkaufstaschen in Netzform aus Riemchen waren in Russland – insbesondere in der späteren Zeit der UdSSR – sehr beliebt. Die Avoska war eine verbreitete Begleiterscheinung im sowjetischen Alltagslebens. Sie wurden in einer Vielzahl von Fäden und Riemchen unterschiedlichen Materials gefertigt. Mit dem Aufkommen von synthetischen Materialien wurden sie aus dehnbaren Strings hergestellt, so dass ein kleines Netz sich zu einem großen Sack dehnt. Mit der Popularität von Plastiktaschen und deren Faltbarkeit kamen die Avoskas außer Gebrauch, doch durch den politischen Willen, Kunststoffartikel vom Markt zu verbannen, kommen sie wieder zurück.
Ein Beleg für die Bedeutung und Wortherkunft von „Avoska“ findet sich in einer populären sowjetischen Szenenfolge des Autors Vladimir Polyakov. Darin stellt der Satiriker Arkady Raikin einen einfachen Mann von der Straße dar, der einen Netzsack in seinen Händen hält. Als er den Zuschauern diesen entgegenhält, sagt er: «А это авоська. Авось-ка я что-нибудь в ней принесу …» (deutsch: „Dies ist jenes Zufällige. Wenn ich mit Glück irgendetwas heimbringe …“) „Die ‚avoska‘ war der Lebensretter, wenn es unerwartet etwas zu kaufen gab, Geschäfte boten keine Taschen an, um den Einkauf zu tragen.“

Ausformungen
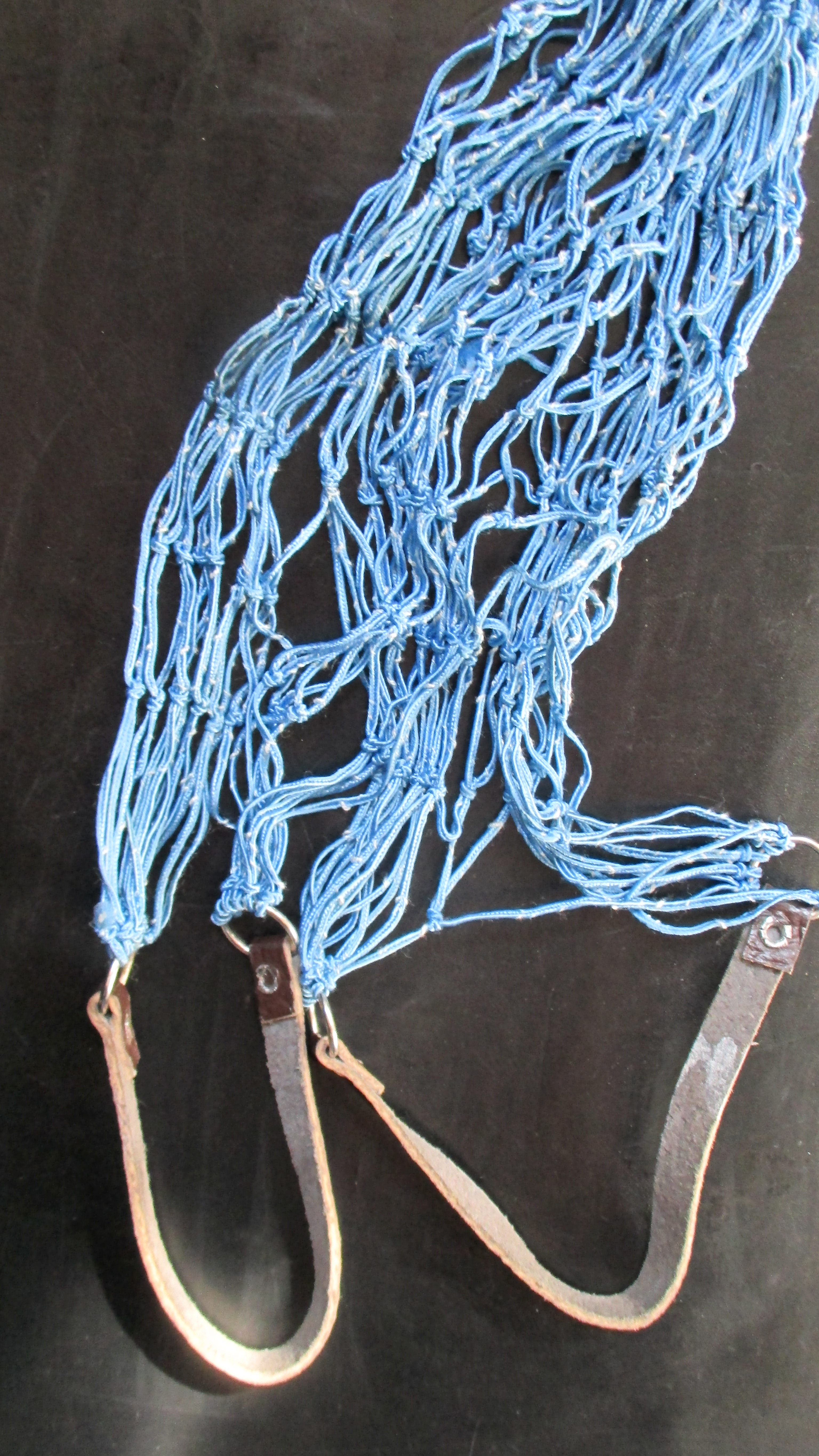
Lederhenkel
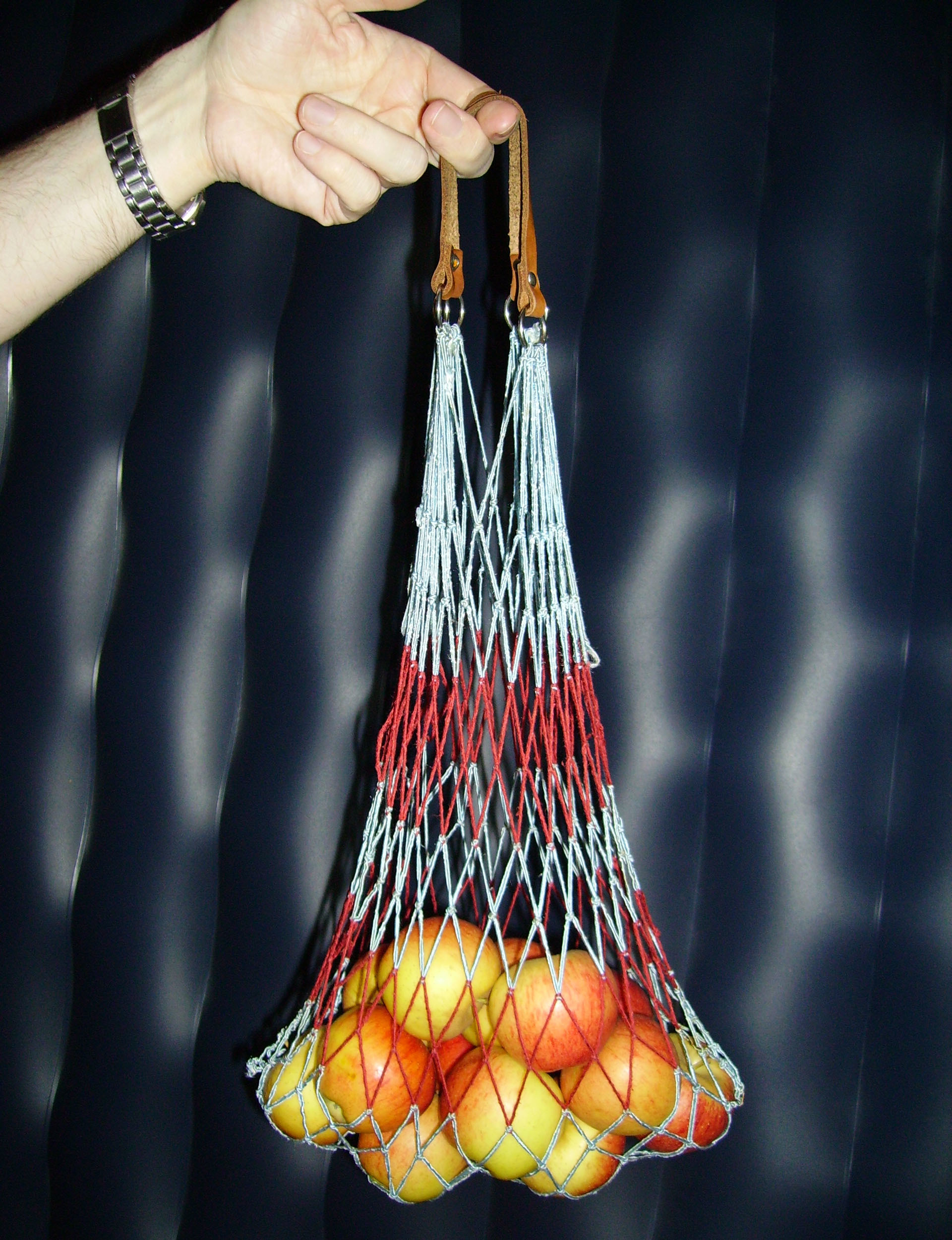
Gefülltes Netz
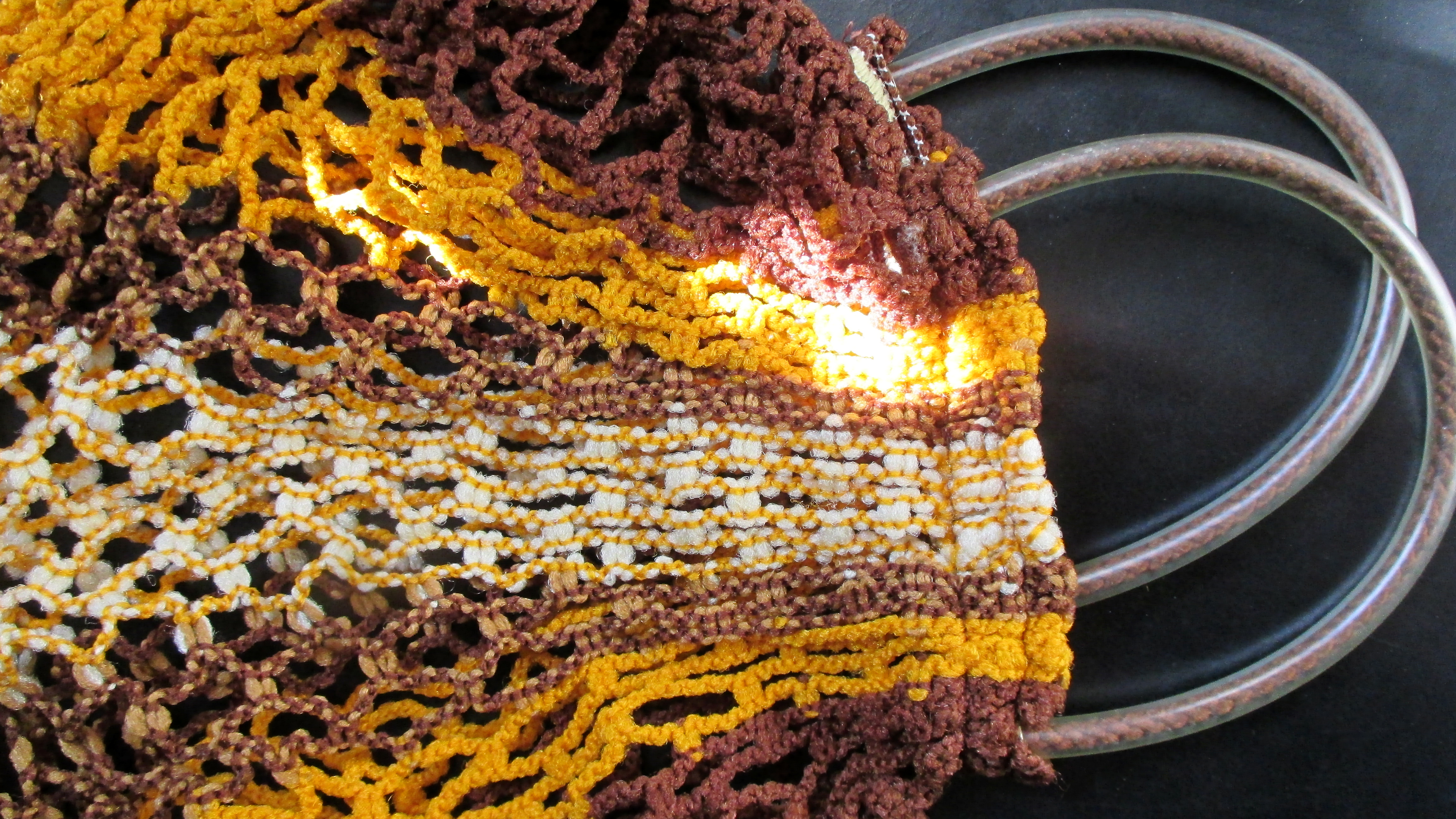
Verknüpfung, Plastikhenkel
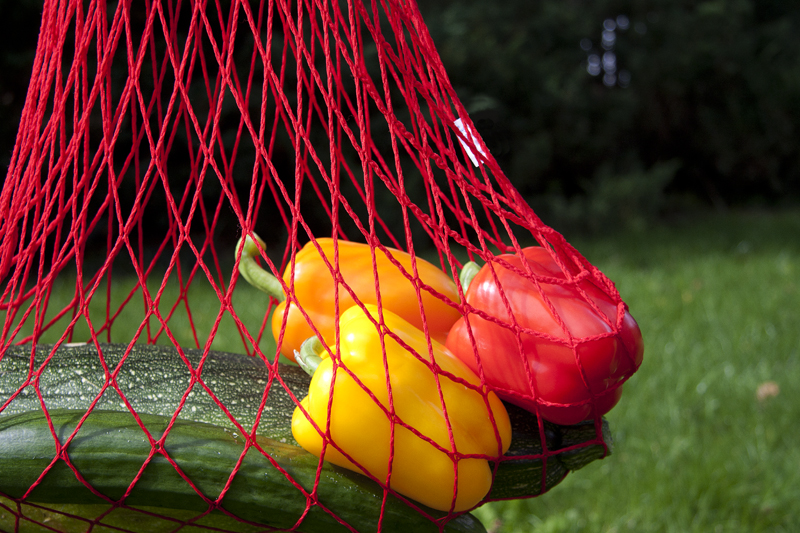
Als Riemchentasche
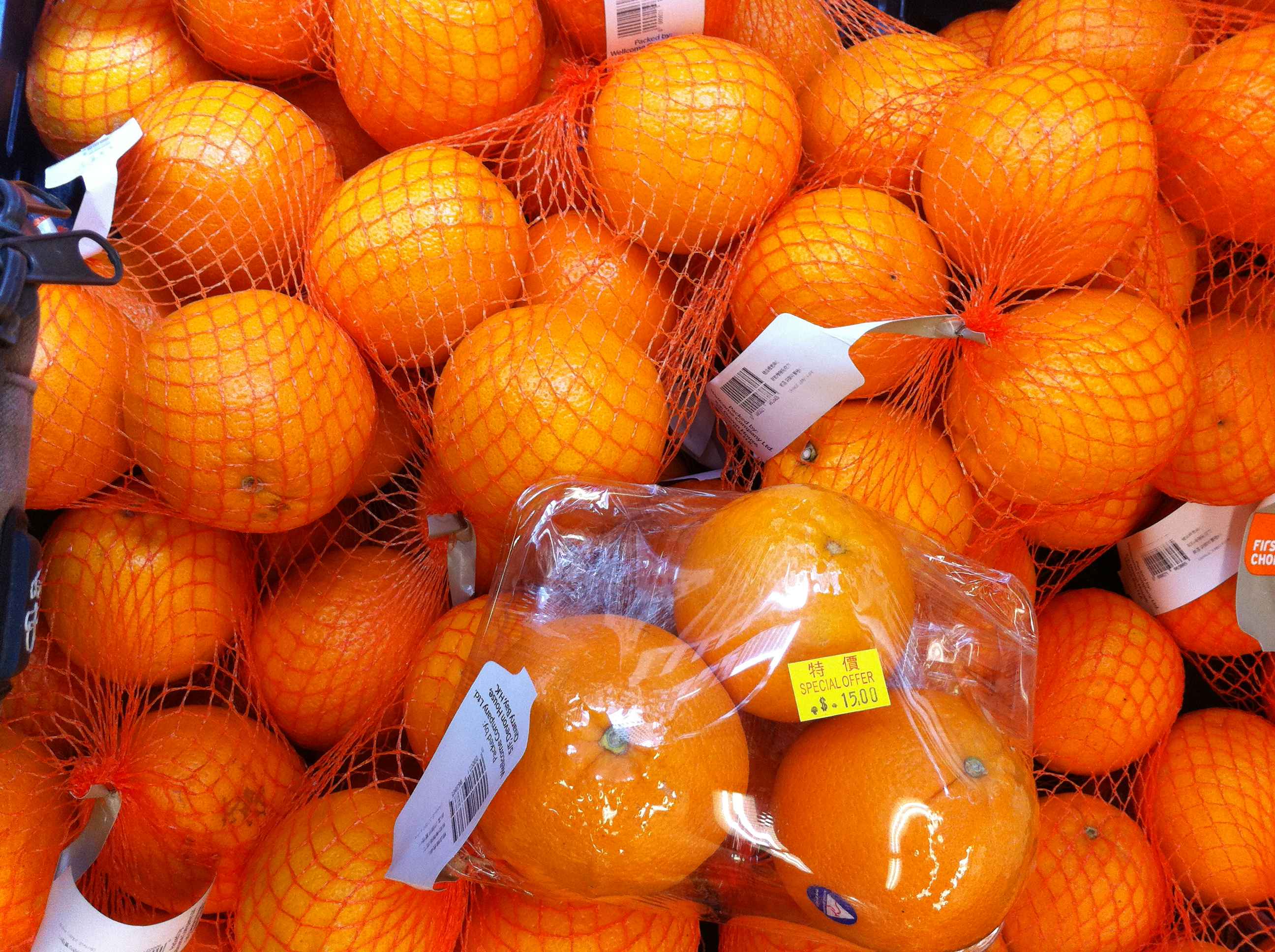
Ein Verkaufsnetz